# Alpské lyžování na Zimních olympijských hrách 2018 – superobří slalom muži
Superobří slalom mužů na Zimních olympijských hrách 2018 se konal v pátek 16. února 2018 jako třetí mužský závod v alpském lyžování jihokorejské olympiády na sjezdovce lyžařského střediska Čongson, ležícího v okresu Pchjongčchang. Zahájení proběhlo v 11.00 hodin místního času. Původně se měla disciplína uskutečnit 15. února, ale pro silný vítr v termínu mužském sjezdu, a jeho přeložení právě na 15. února, došlo k posunutí také superobřího slalomu o jeden později. Na start nastoupilo 61 sjezdařů z 29 států.
Obhájcem zlata byl norský lyžař Kjetil Jansrud. Úřadující mistr světa se superobřího slalomu Kanaďan Erik Guay se olympiády neúčastnil.

## Medailisté
Olympijským vítězem se stal 27letý Rakušan Matthias Mayer, který si dojel pro druhé olympijské zlato, když triumfoval již ve sjezdu Sočských her 2014. Přerušil tím šňůru čtyř olympijských výher Norů z této disciplíny a druhého v pořadí, 31letého Švýcara Beata Feuze, porazil o třináct setin sekundy. Švýcarský lyžař přidal do své sbírky druhý kov zpod pěti kruhů, když v Pchjongčchangu dojel už na třetím místě ve slalomu.
Mayer se stal druhým olympijským šampionem v super G z Rakouska a navázal na výkon Hermanna Maiera ze ZOH 1998 v Naganu. Rovněž vylepšil výsledek svého otce Helmuta Mayera, který při premiéře superobřího slalomu na Zimní olympiádě 1988 v Calgary vybojoval stříbrnou medaili, což komentoval slovy: „Neuvěřitelné, celý život jsem se na jeho medaili díval, měli jsme ji v obýváku. Od mala jsem ji měl pořád na očích, takže mám radost, že teď mám svou vlastní. A táta se zase může dívat na tu moji.“
Bronzový kov připadl 32letému norskému obhájci trofeje a úřadujícímu vicemistru světa Kjetilu Jansrudovi, pro nějž to byla pátá olympijská medaile v kariéře, druhá bronzová.
| Superobří slalom muži |           |                |
| Zlato                 | Stříbro   | Bronz          |
|                       |           |                |
| Matthias Mayer        | Beat Feuz | Kjetil Jansrud |
| Rakousko              | Švýcarsko | Norsko         |

## Výsledky
| P | SČ | závodník                     | stát                   | čas     | ztráta |
| --- | -- | ---------------------------- | ---------------------- | ------- | ------ |
| Zlatá medaile | 15 | Matthias Mayer               | Rakousko               | 1:24,44 | —      |
| Stříbrná medaile | 16 | Beat Feuz                    | Švýcarsko              | 1:24,57 | +0,13  |
| Bronzová medaile | 7  | Kjetil Jansrud               | Norsko                 | 1:24,62 | +0,18  |
| 4. | 10 | Blaise Giezendanner          | Francie                | 1:24,82 | +0,38  |
| 5. | 9  | Aksel Lund Svindal           | Norsko                 | 1:24,93 | +0,49  |
| 6. | 3  | Vincent Kriechmayr           | Rakousko               | 1:25,13 | +0,69  |
| 7. | 17 | Dominik Paris                | Itálie                 | 1:25,18 | +0,74  |
| 8. | 12 | Andreas Sander               | Německo                | 1:25,21 | +0,77  |
| 9. | 4  | Dustin Cook                  | Kanada                 | 1:25,23 | +0,79  |
| 10. | 6  | Boštjan Kline                | Slovinsko              | 1:25,36 | +0,92  |
| 11. | 5  | Hannes Reichelt              | Rakousko               | 1:25,40 | +0,96  |
| 12. | 20 | Thomas Dreßen                | Německo                | 1:25,51 | +1,07  |
| 13. | 11 | Aleksander Aamodt Kilde      | Norsko                 | 1:25,71 | +1,27  |
| 14. | 21 | Ryan Cochran-Siegle          | Spojené státy americké | 1:25,72 | +1,28  |
| 15. | 14 | Adrien Théaux                | Francie                | 1:25,76 | +1,32  |
| 16. | 18 | Christof Innerhofer          | Itálie                 | 1:25,90 | +1,46  |
| 17. | 13 | Max Franz                    | Rakousko               | 1:25,96 | +1,52  |
| 18. | 25 | Maxence Muzaton              | Francie                | 1:26,08 | +1,64  |
| 19. | 29 | Brice Roger                  | Francie                | 1:26,10 | +1,66  |
| 20. | 32 | Matteo Marsaglia             | Itálie                 | 1:26,11 | +1,67  |
| 21. | 28 | Gilles Roulin                | Švýcarsko              | 1:26,20 | +1,76  |
| 22. | 26 | Manuel Osborne-Paradis       | Kanada                 | 1:26,39 | +1,95  |
| 23. | 33 | Broderick Thompson           | Kanada                 | 1:26,45 | +2,01  |
| 24. | 31 | Jared Goldberg               | Spojené státy americké | 1:26,49 | +2,05  |
| 25. | 22 | Klemen Kosi                  | Slovinsko              | 1:26,50 | +2,06  |
| 26. | 8  | Thomas Tumler                | Švýcarsko              | 1:26,52 | +2,08  |
| 27. | 19 | Josef Ferstl                 | Německo                | 1:26,81 | +2,37  |
| 28. | 23 | Joan Verdu                   | Andorra                | 1:26,86 | +2,42  |
| 29. | 35 | Natko Zrnčić-Dim             | Chorvatsko             | 1:27,05 | +2,61  |
| 30. | 37 | Henrik von Appen             | Chile                  | 1:27,57 | +3,13  |
| 31. | 42 | Andreas Romar                | Finsko                 | 1:27,70 | +3,26  |
| 32. | 41 | Christoffer Faarup           | Dánsko                 | 1:27,81 | +3,37  |
| 33. | 45 | Marc Oliveras                | Andorra                | 1:27,84 | +3,40  |
| 34. | 54 | Filip Forejtek               | Česko                  | 1:28,06 | +3,62  |
| 35. | 46 | Ondřej Berndt                | Česko                  | 1:28,30 | +3,86  |
| 36. | 50 | Marco Pfiffner               | Lichtenštejnsko        | 1:28,57 | +4,13  |
| 37. | 39 | Willis Feasey                | Nový Zéland            | 1:28,59 | +4,15  |
| 38 | 49 | Olivier Jenot                | Monako                 | 1:28,80 | +4,36  |
| 39. | 51 | Andreas Žampa                | Slovensko              | 1:28,89 | +4,45  |
| 40. | 47 | Jan Zabystřan                | Česko                  | 1:29,68 | +5,24  |
| 41. | 53 | Igor Zakurdajev              | Kazachstán             | 1:29,96 | +5,52  |
| 42. | 58 | Jurij Daniločkin             | Bělorusko              | :30,13  | +5,69  |
| 43. | 38 | Adam Barwood                 | Nový Zéland            | 1:31,10 | +6,66  |
| 44. | 60 | Kim Dong-woo                 | Jižní Korea            | 1:31,64 | +7,20  |
| 45. | 61 | Simon Breitfuss Kammerlander | Bolívie                | 1:31,69 | +7,25  |
| 46. | 52 | Marko Stevović               | Srbsko                 | 1:31,70 | +7,26  |
| 47. | 62 | Albin Tahiri                 | Kosovo                 | 1:32,74 | +8,30  |
| 48. | 57 | Patrick McMillan             | Irsko                  | 1:33,54 | +9,10  |
| | 1  | Peter Fill                   | Itálie                 | DNF     |        |
| | 2  | Mauro Caviezel               | Švýcarsko              | DNF     |        |
| | 24 | Ted Ligety                   | Spojené státy americké | DNF     |        |
| | 27 | Andrew Weibrecht             | Spojené státy americké | DNF     |        |
| | 30 | Martin Čater                 | Slovinsko              | DNF     |        |
| | 34 | Marko Vukićević              | Srbsko                 | DNF     |        |
| | 36 | Miha Hrobat                  | Slovinsko              | DNF     |        |
| | 40 | James Crawford               | Kanada                 | DNF     |        |
| | 43 | Filip Zubčić                 | Chorvatsko             | DNF     |        |
| | 44 | Michał Kłusak                | Polsko                 | DNF     |        |
| | 48 | Jan Hudec                    | Česko                  | DNF     |        |
| | 56 | Ivan Kovbašňuk               | Ukrajina               | DNF     |        |
| | 59 | Márton Kékesi                | Maďarsko               | DNF     |        |
| | 55 | Michel Macedo                | Brazílie               | DNS     |        |
| P – pořadí, SČ – startovní číslo, DNS – závodník nenastoupil na start, DNF – nedojel do cíle, DSQ – diskvalifikován. |    |                              |                        |         |        |
| Závod odstartoval v 11.00 hodin (UTC+9).                                                                             |    |                              |                        |         |        |